# MK-108
MK-108 (на немски: Maschinenkanone – автоматично оръдие) е 30-мм авиационно оръдие, произвеждано от компанията Rheinmetall-Borsig, Германия през 1940-те години на 20 век.

## История
Работата по създаването на ново авиационно оръдие започва през 1940 г. За основа на разработката са използвани опитът и практиката при експлоатацията на авиационното оръдие MK-103.
Първият прототип е готов през 1942 г. и успешно преминава огневи изпитания. В хода им става ясно, че попадения на три до четири снаряда са напълно достатъчни, за да бъде свален четиримоторен бомбардировач от типа В-17 и В-24.
МК-108 си спечелва страховита репутация сред екипажите на съюзническите бомбардировачи, които го наричат пневматичния чук, поради характерния звук по време на стрелба.

## Техническо описание
MK-108 е едноцевно 30 мм автоматично оръдие с лентово захранване и електрическо запалване. Принципът на презареждане е свободен ход на затвора.
Оръдието се отличава от една страна с малки размери и тегло: едва 58 кг, от друга страна с висока огнева мощ: скорострелност от 660 – 850 изстр/мин при маса на снаряда 330 г, на изстрела 480 г. Оръдието е просто за изработка, като 80 % от детайлите са изработени чрез щамповане, движещите се части са редуцирани до минимум (чрез презареждане на принципа на свободния ход на затвора).
Отличителна особеност на оръдието е ниската начална скорост на снаряда (около 540 м/с), резултат от относително късата цев. Причината за това се крие в принципа на презареждане. При произвеждане на изстрел, изгорелите газове избутват незаключения затвора назад, изпуска се празната гилза навън и чак след като затвора опре в пружина, той се връща в изходната си позиция, поемайки междувременно нов изстрел. Простата система на презареждане осигурява висока скорострелност, но има и недостатък: изгорелите газове излизат през пространството между цевта и затвора с високо налягане и могат да разрушат оръжието. При МК-108 този проблем е решен чрез скъсяване на цевта, а оттук и на началната скорост на снаряда. Докато се задвижи затвора, снаряда вече е напуснал цевта, повечето газове са изпуснати и налягането на газовете в цевта е достатъчно низко за да не доведат до повреди.
Муницията на МК-108 е специално разработен изстрел 30x90RB, 30 мм калибър, 90 мм дължина на гилзата, която е стоманена. Произвеждани са много видове снаряди за оръдието: учебни, бронебойни, трасиращи, фугасни и запалителни. Но във въздушните боеве най-много са използвани фугасните (Mienengeschoss) и запалителните (Brandgranate) снаряди. Снарядите на оръдието имат особеност: изработени са от закалена стомана, и не са излети, каквато е практиката при производството на другите оръдейни снаряди. Резултата е кухо тяло с относително тънки, но яки стени, поради което вътрешния обем е голям и може да бъде поместен повече експлозив или запалителна смес. Запалителните снаряди имат хидростатичен детонатор, който се активира при среща с течност (след пробив, в резервоар или радиатор), а не директно при контакт с обшивката на самолета (където няма да нанесе много поражение).
Ниската начална скорост на снарядите на МК-108 води до големи загуби на височина на полета на снаряда след неголямо прелетяно разстояние. Резултатът е малка ефективна далекобойност и трудно прицелване.
Оръдието се монтира на много немски изтребители: Fw 190, Messerschmitt Bf 109, Messerschmitt Bf 110, Bv-155, Bv-40, Ta 152, Ta 154, He 219, Ho-229, He-162, Ju-388, Me-163, Me-209, Me-262, Me 410.
На някои нощни изтребители, МК-108 бива поставено в конфигурация Schräge Musik – на български изкривена музика. Две оръдия биват монтирани под ъгъл +70 градуса нагоре спрямо посоката на полета, най-вече зад пилотската кабина, и стрелят нагоре.